# Едвард Айвз (веслувальник)
Едвард Айвз (англ. Edward Ives, 3 січня 1961) — американський академічний веслувальник.
Срібний призер Олімпійських Ігор 1984 року в складі розпашної четвірки зі стерновим, учасник 1988 року.
Переможець Ігор доброї волі 1986 року в складі вісімки.
Переможець Панамериканських ігор 1987 року в складі вісімки.
Бронзовий призер Чемпіонату світу 1986 року в складі вісімки.